# Pogórze Bukowskie

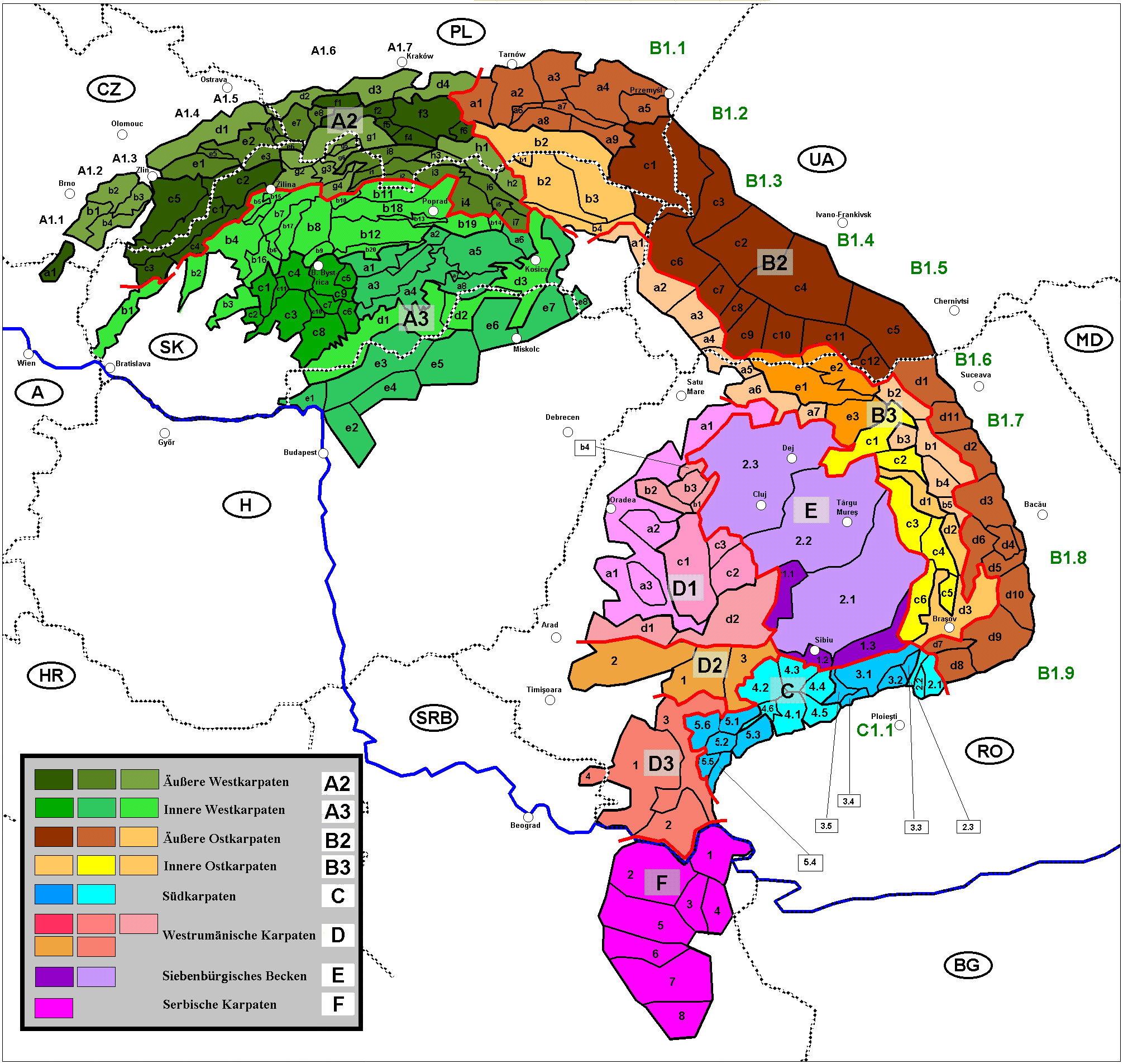
El Pogorze Bukowskie (Bukowskie Upland) = a9 ; parte de los Cárpatos Orientales Exteriores

El Pogórze Bukowskie  (también altiplano de Bukowskie, altiplano de Bukowsko, piamonte de Bukowskie, meseta de Bukowskie, estribaciones de Bukowskie) es una de las cadenas montañosas  de los Beskides de los Cárpatos Orientales Exteriores en el sureste de Polonia, parte del Piamonte Beskidian Central.  Es una región montañosa de Polonia ( condado de Sanok y Podkarpacie ), entre los Beskides bajosi y las montañas Bieszczady, cerca del río Osława y San. Su nombre proviene de la palabra buk del dialecto eslavo occidental, que significa " haya ".
Pueblos importantes de la región son Bukowsko, Komańcza, Nowotaniec, Zagórz, Wola Sękowa, Wola Piotrowa, y Lesko . Alberga el Uniwersytet Ludowy, inaugurado en 2005, que contiene numerosas obras de arte y efectos de inspiración artesanal. El Pogórze Bukowskie está situada en la región más pobre de Polonia.
La región fue un lugar de disputa entre Polonia, la Rus de Kiev y Hungría desde el siglo IX.
Hasta 1947, el 45% de la población de esta parte de las montañas eran lemkos y dolinianos (ambos subgrupos de rusos ), el 45% de las tierras altas polacas y el 10% judíos . El asesinato del general polaco Karol Świerczewski en Jabłonki por el ejército insurgente ucraniano en 1947 fue la causa directa de la deportación de los lemkos, la llamada Operación Vístula.
La flora y la fauna originales se conservaron debido a la lejanía de la zona. La cordillera está cubierta de bosques de hayas. La zona está protegida por el Parque Jaśliski Krajobrazowy. Entre los animales que viven en esta reserva se encuentran las cigüeñas negras, los ciervos y los lobos.
Hay muchas atracciones turísticas, incluyendo las iglesias históricas de madera ( Wisłok Wielki, Komańcza, Kulaszne, Rzepedź, Szczawne etc.), las cada vez más populares estaciones de esquí de Karlików y Puławy Górne, y el Campeonato Regional del Caballo Hucul en Rudawka Rymanowska.

## Rutas de senderismo
- Ruta europea a pie E8

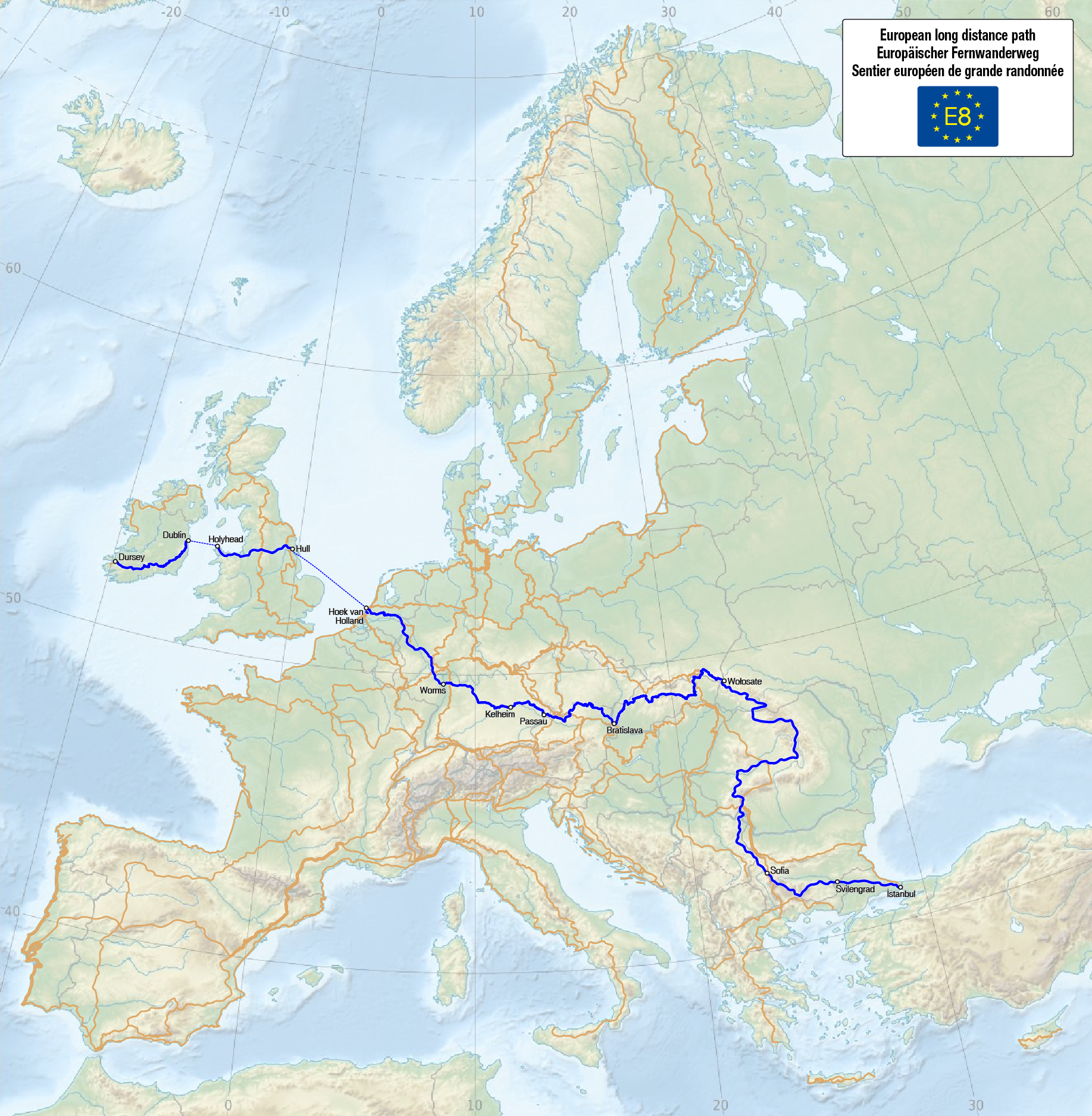
La ruta europea a pie E8

  - Iwonicz-Zdrój - Rymanów-Zdrój - Puławy - Tokarnia (778 m) - Przybyszów - Kamień (717 m) - Komańcza ( Główny Szlak Beskidzki )
  - Pasmo Bukowicy - Kanasiówka (823 m) - Wisłok Wielki - Tokarnia (778 m), 1 km - Wola Piotrowa
  - Komańcza - Dołżyca - Garb Sredni (822 m) - Kanasiówka (823 m) - Moszczaniec - Surowica - Darów - Puławy Górne - Besko

## Ríos
- Wisłok
- Sanoczek
- Osława
- Pielnica

## Exposición Nacional del Ganado Simmental
El ganado simmental llegó a Polonia a finales del siglo XVIII. En 1909, había 21 explotaciones de ganado Simmental en el Reino de Polonia y, en 1920, se fundó la Asociación de Criadores de Ganado de las Tierras Altas. En el periodo de entreguerras, la cría de ganado Simmental se concentró en la región de Małopolska oriental y, concretamente, en dos distritos: Krośnieński y Sanocki. En aquella época, las mejores ganaderías de Biłoboki alcanzaban una capacidad de 6.295 kg de leche con 3,9 L de contenido graso. Desde el estallido de la Segunda Guerra Mundial hasta 1995, se pudo observar una fuerte tendencia a la baja de la popularidad de la raza entre los ganaderos polacos. Los toros de la raza Simmental se liquidaron y las vacas se aparearon normalmente con toros de la raza roja polaca. En 1955, en virtud de una decisión del Ministerio de Agricultura, la cría de ganado Simmental se localizó en el sureste de la entonces región de Rzeszów, en varios condados, y se creó el Centro de Cría Pedigrí en Brzozów. Entre 1956 y 1950 se importaron vacas y toros de Suiza, Rumanía y Austria y, de 1972 a 1974, también de Alemania. En total, entre 1956 y 1974 se importaron a Polonia 1.770 vacas y 61 toros de raza Simmental. A partir de principios de los años 90, la cría del ganado Simmental experimentó otra crisis derivada directamente de una recesión general en todo el sector agrícola polaco. La venta del Centro Estatal de Cría Pedigrí de Brzozów, seguida de la liquidación del Centro, agravó la crisis. A finales de los años 90, la situación del sector empezó a mejorar ligeramente. En la actualidad, la población de ganado Simmental en Polonia es de casi 40.000 ejemplares.

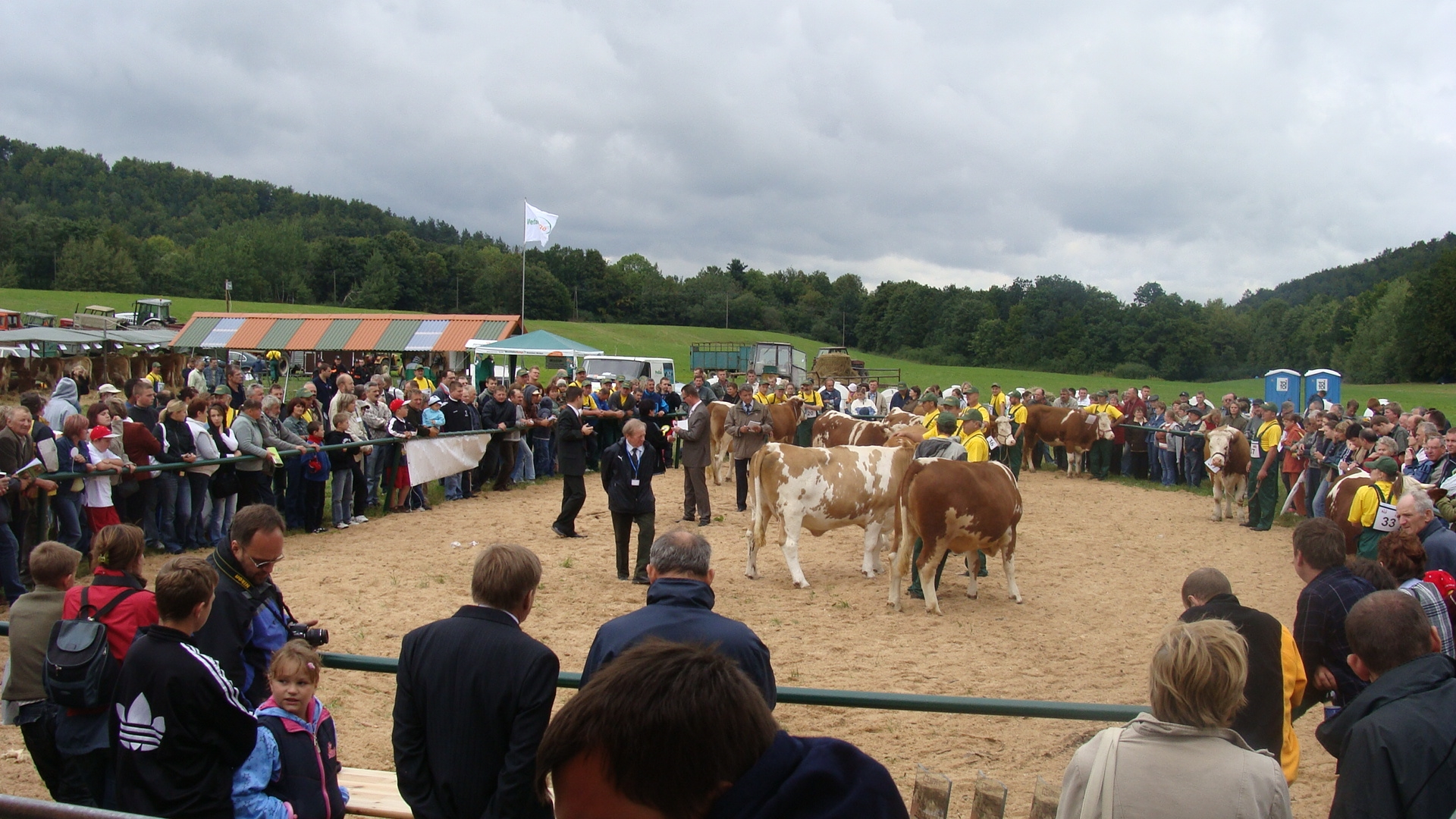
Exposición Nacional del Ganado Simmental y Campeonato Regional del Caballo Hucul.
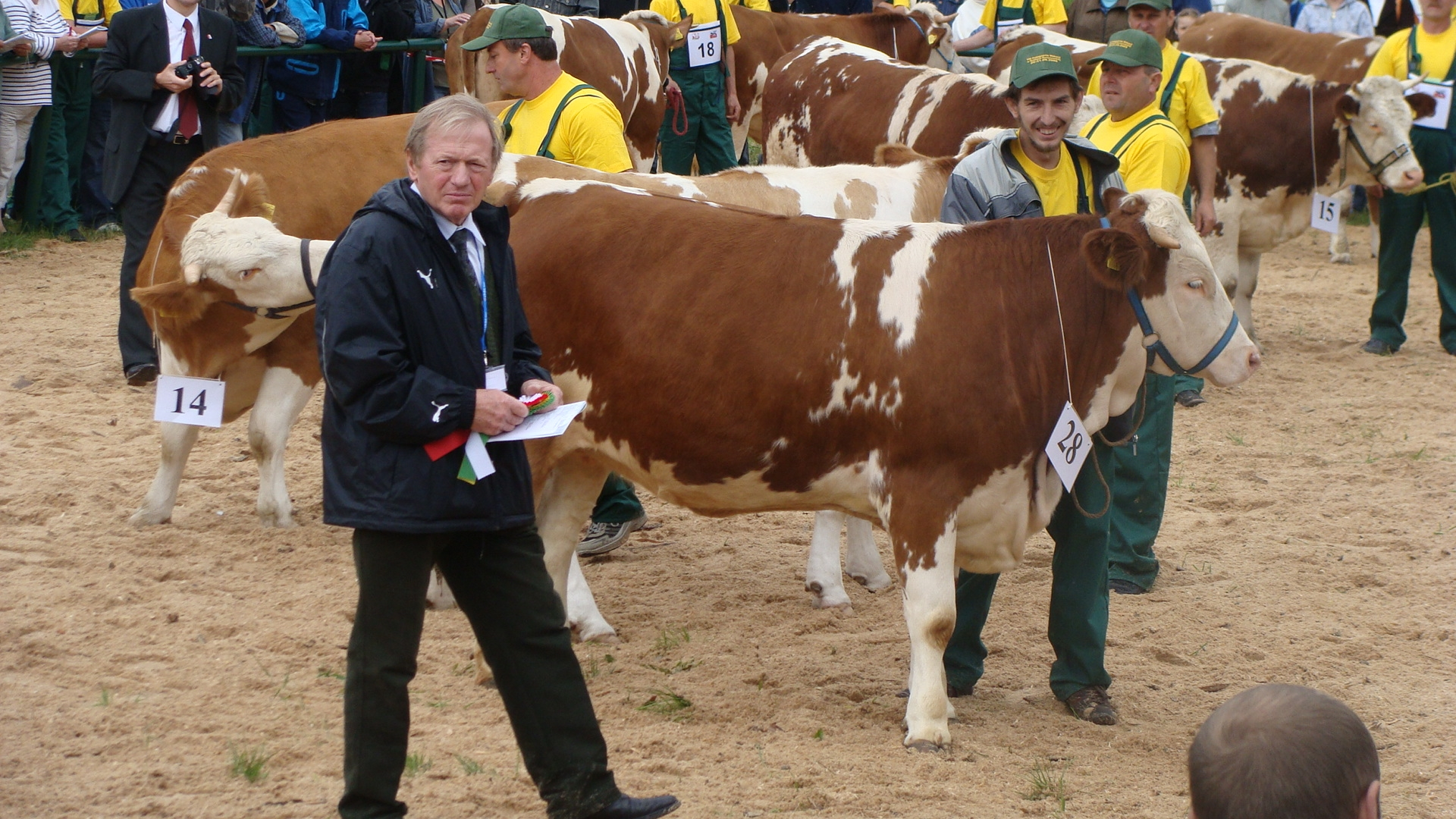
Exposición Nacional del Ganado Simmental y Campeonato Regional del Caballo Hucul.
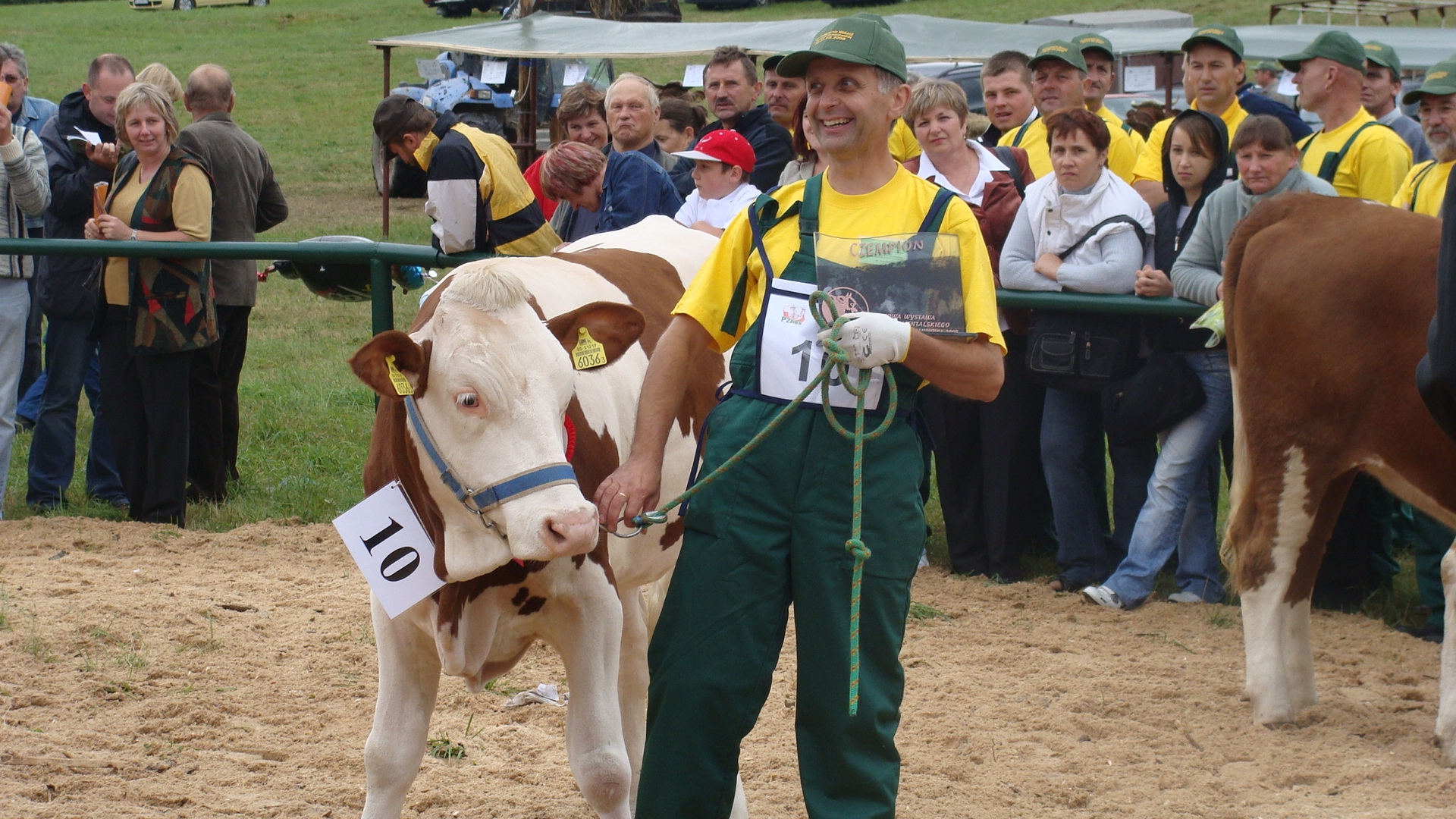
Exposición Nacional del Ganado Simmental y Campeonato Regional del Caballo Hucul.
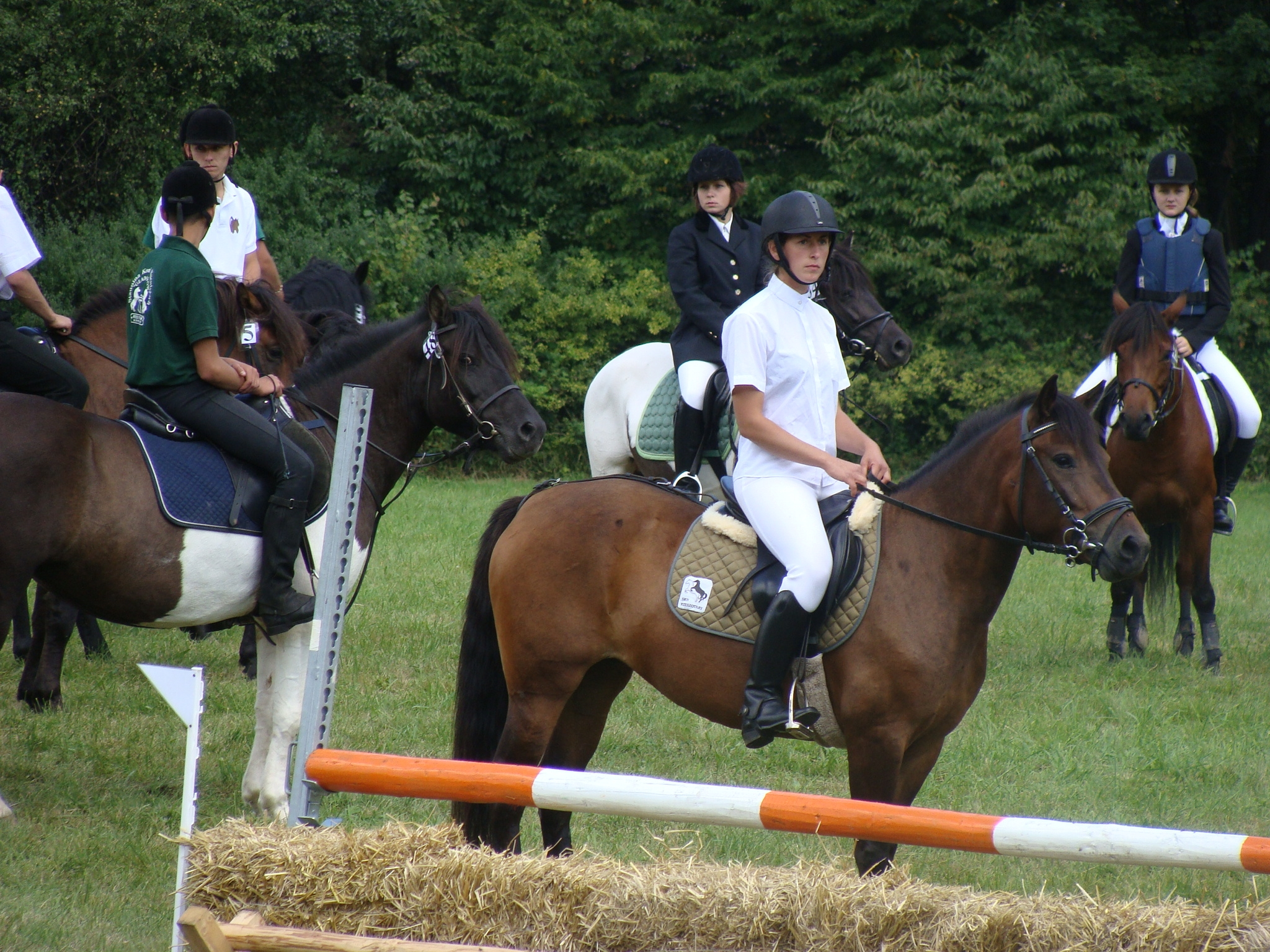
Exposición Nacional del Ganado Simmental y Campeonato Regional del Caballo Hucul. Rudawka Rymanowska . 2008.08.30

## Galería

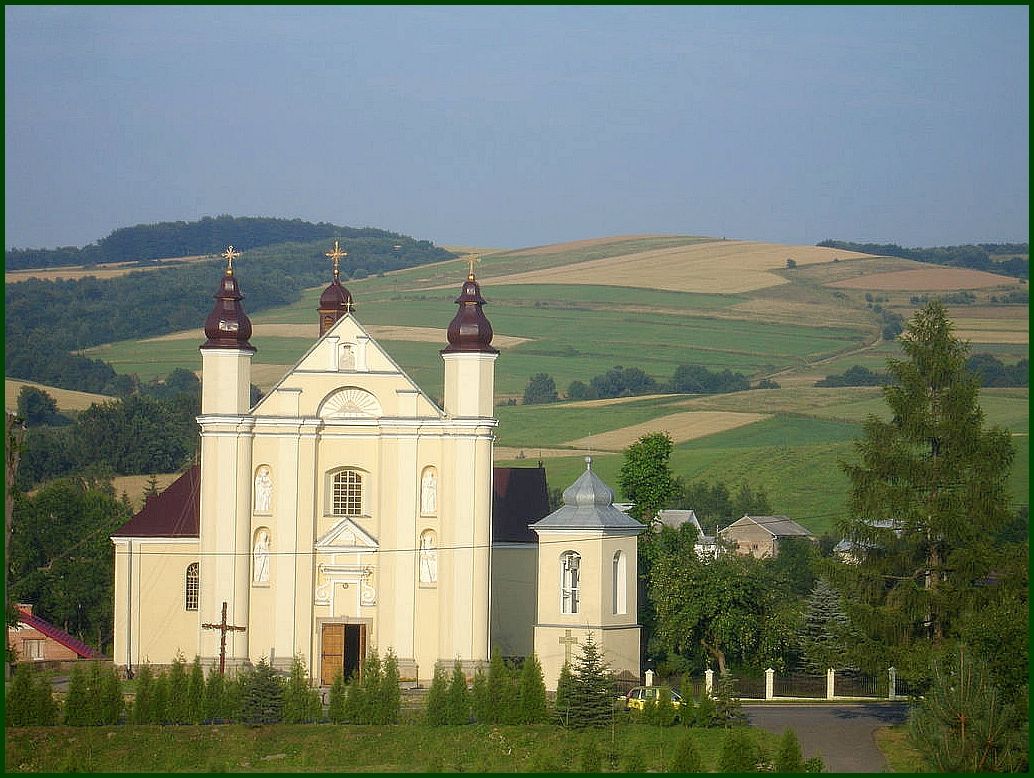
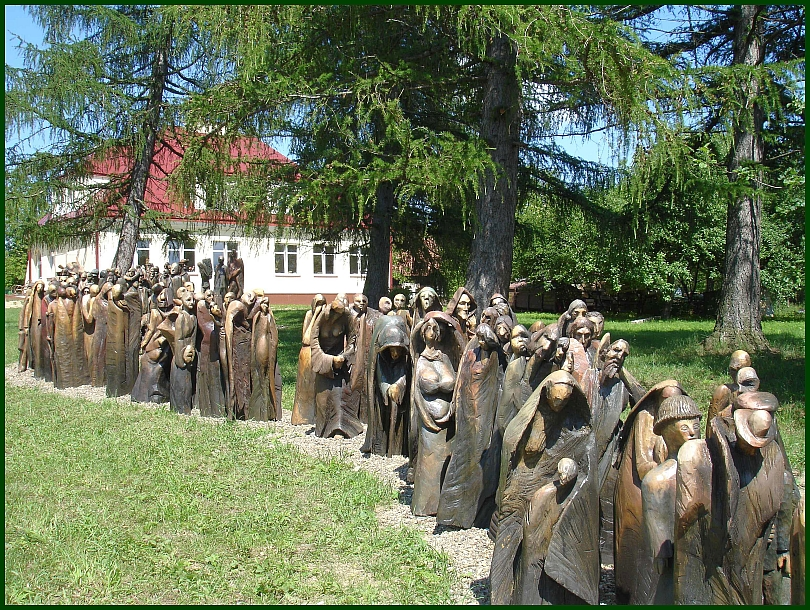
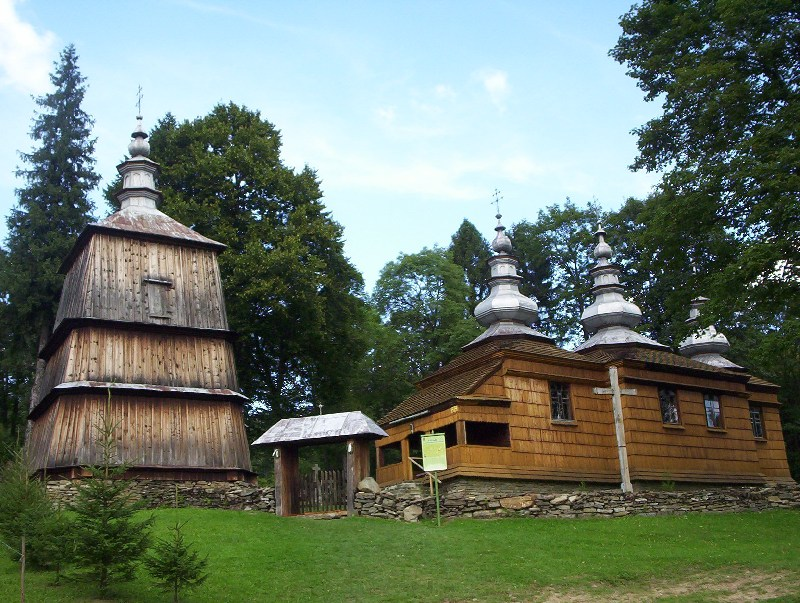
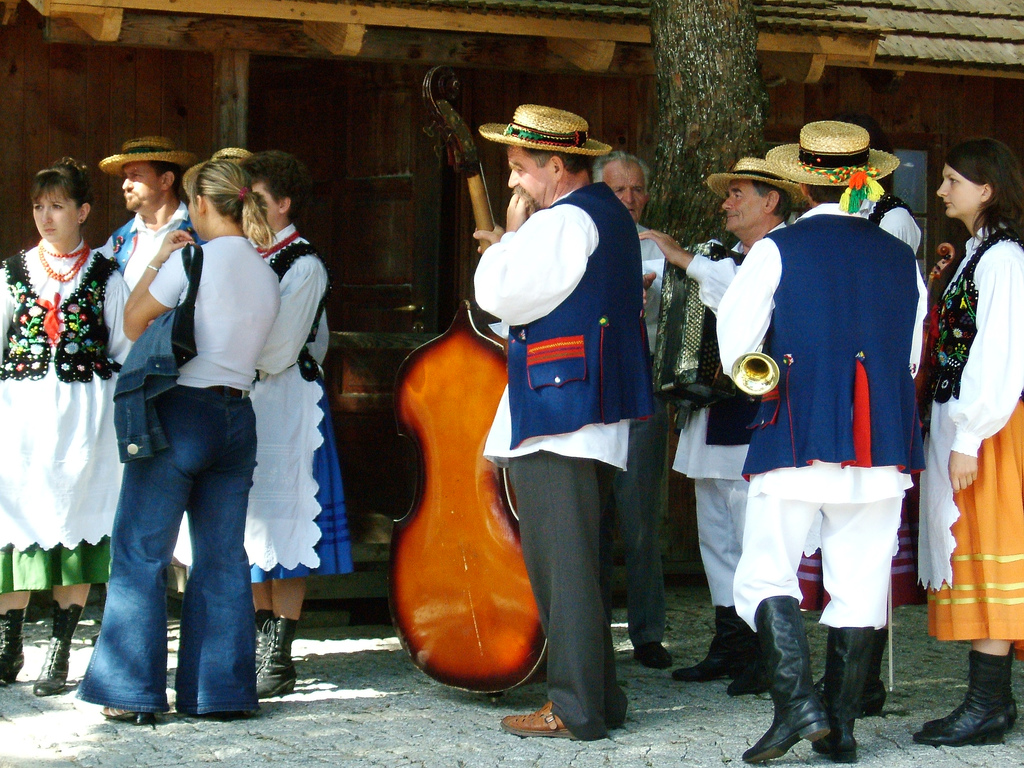
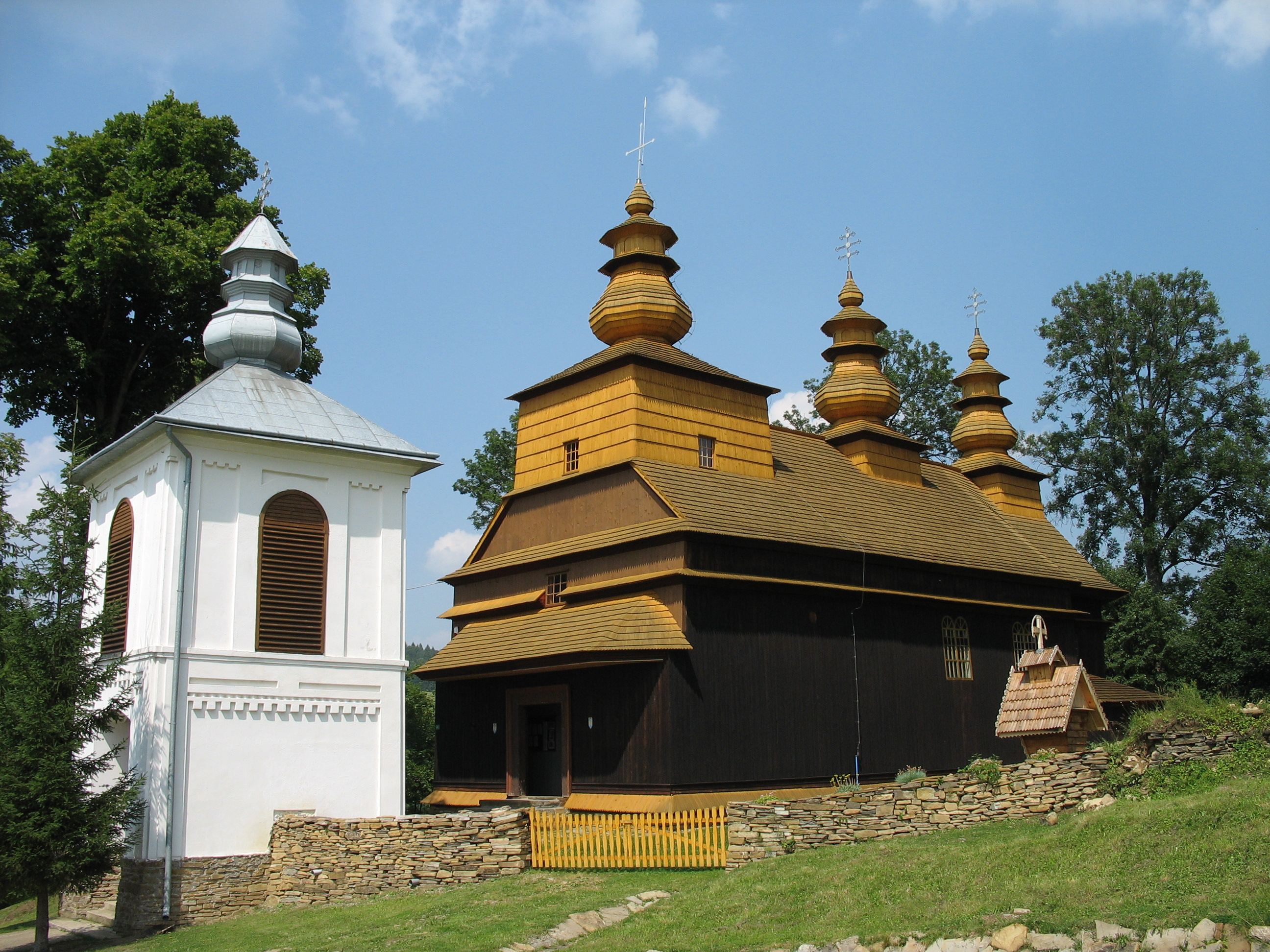
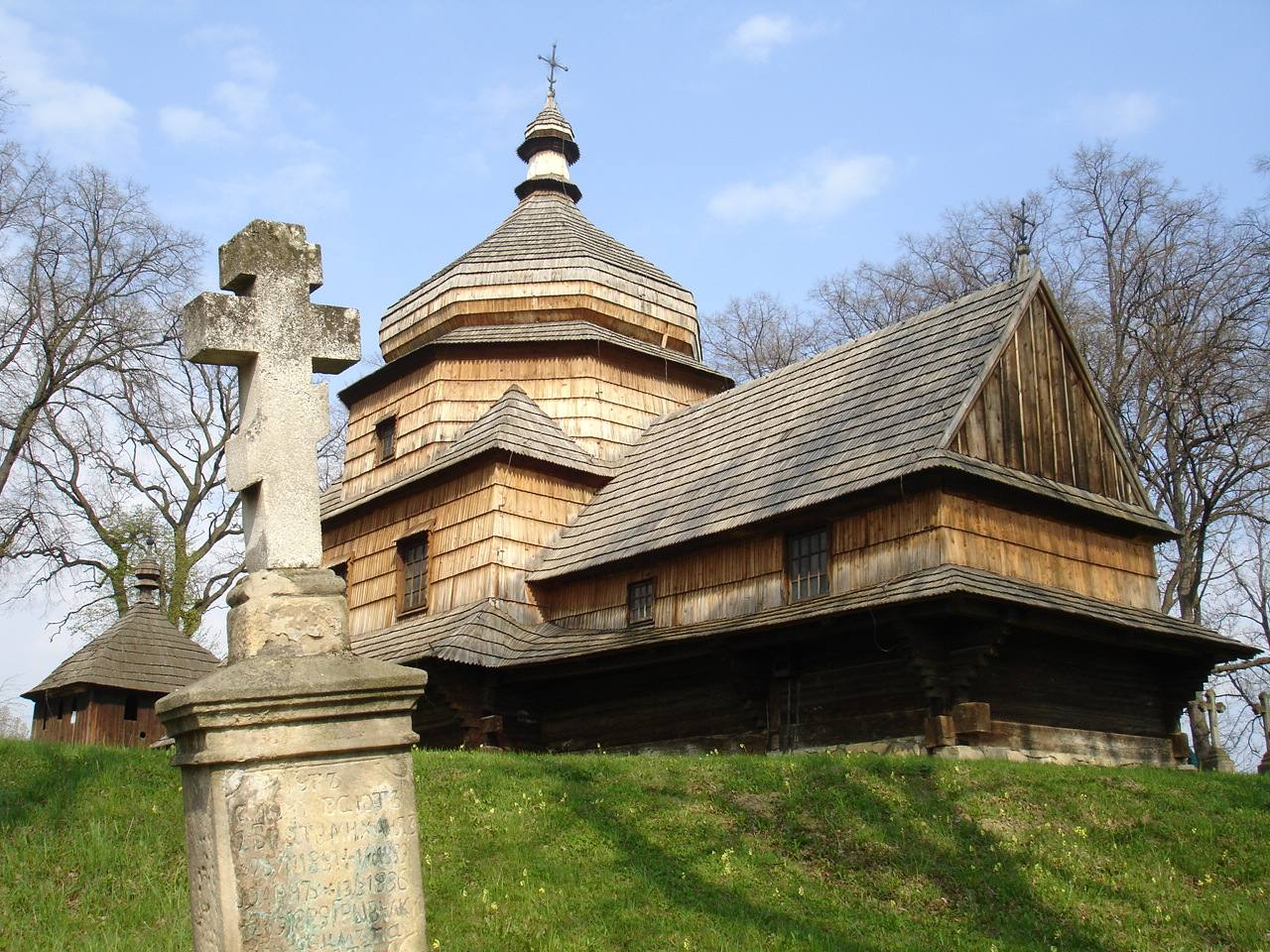
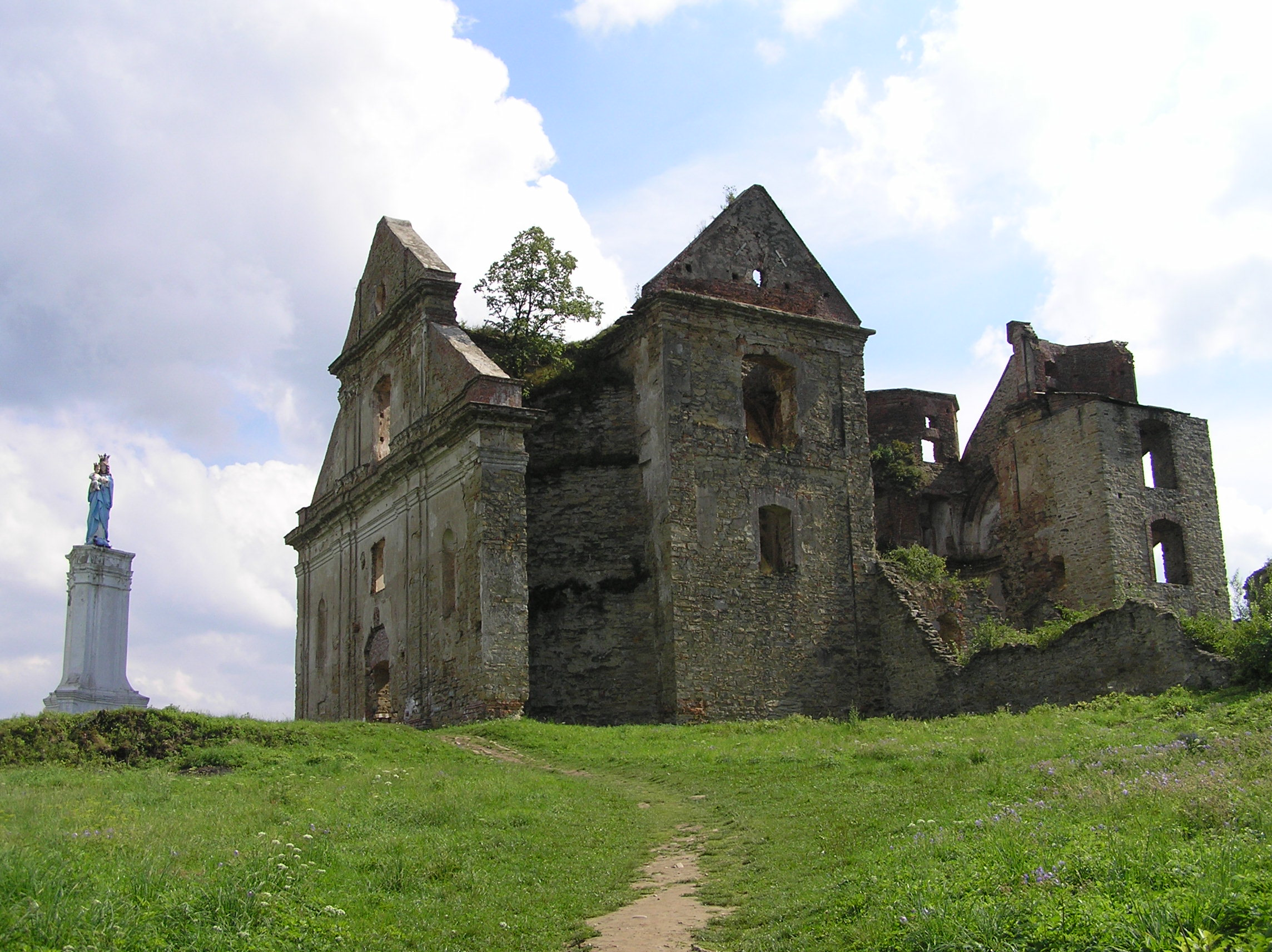
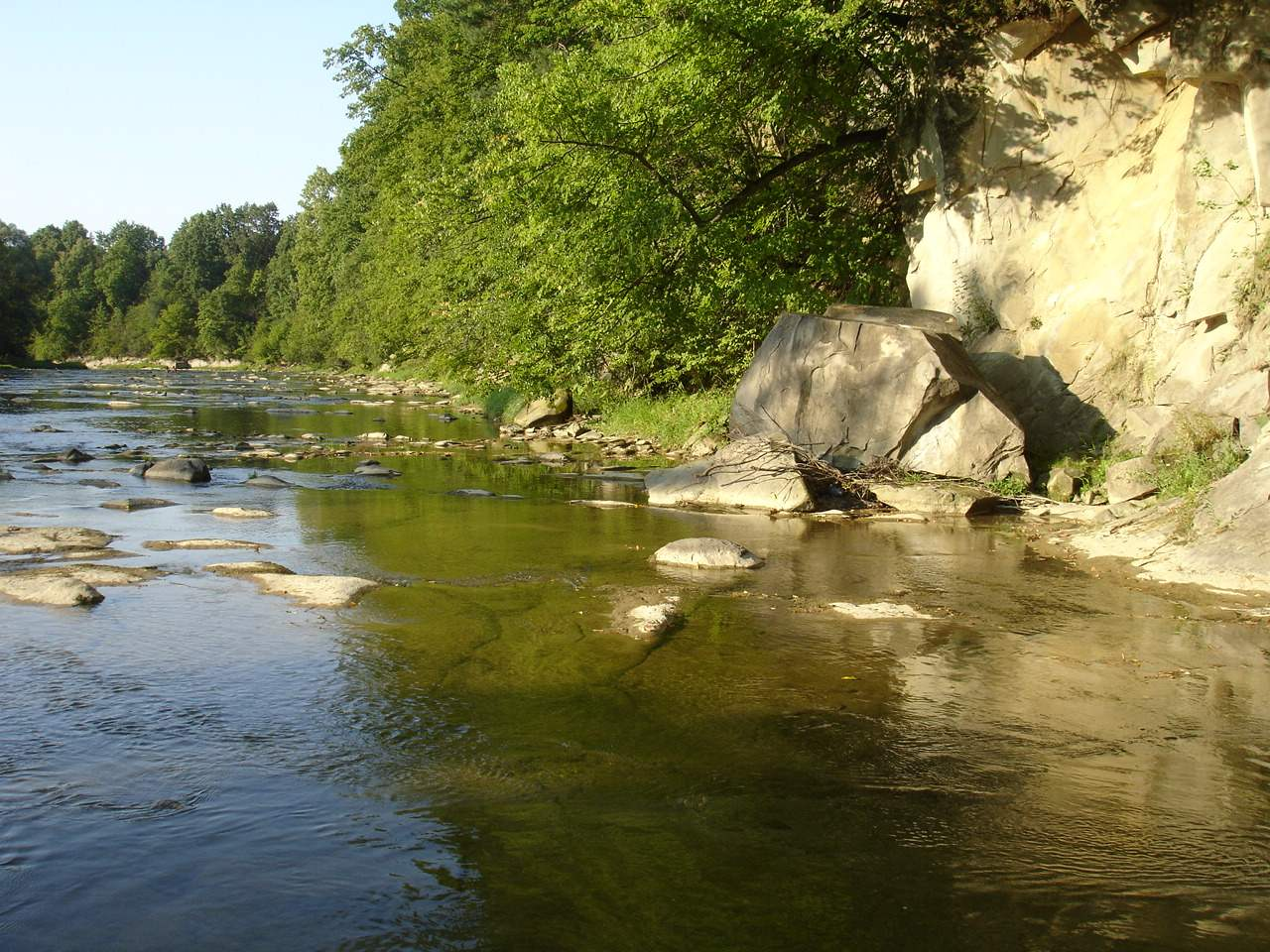
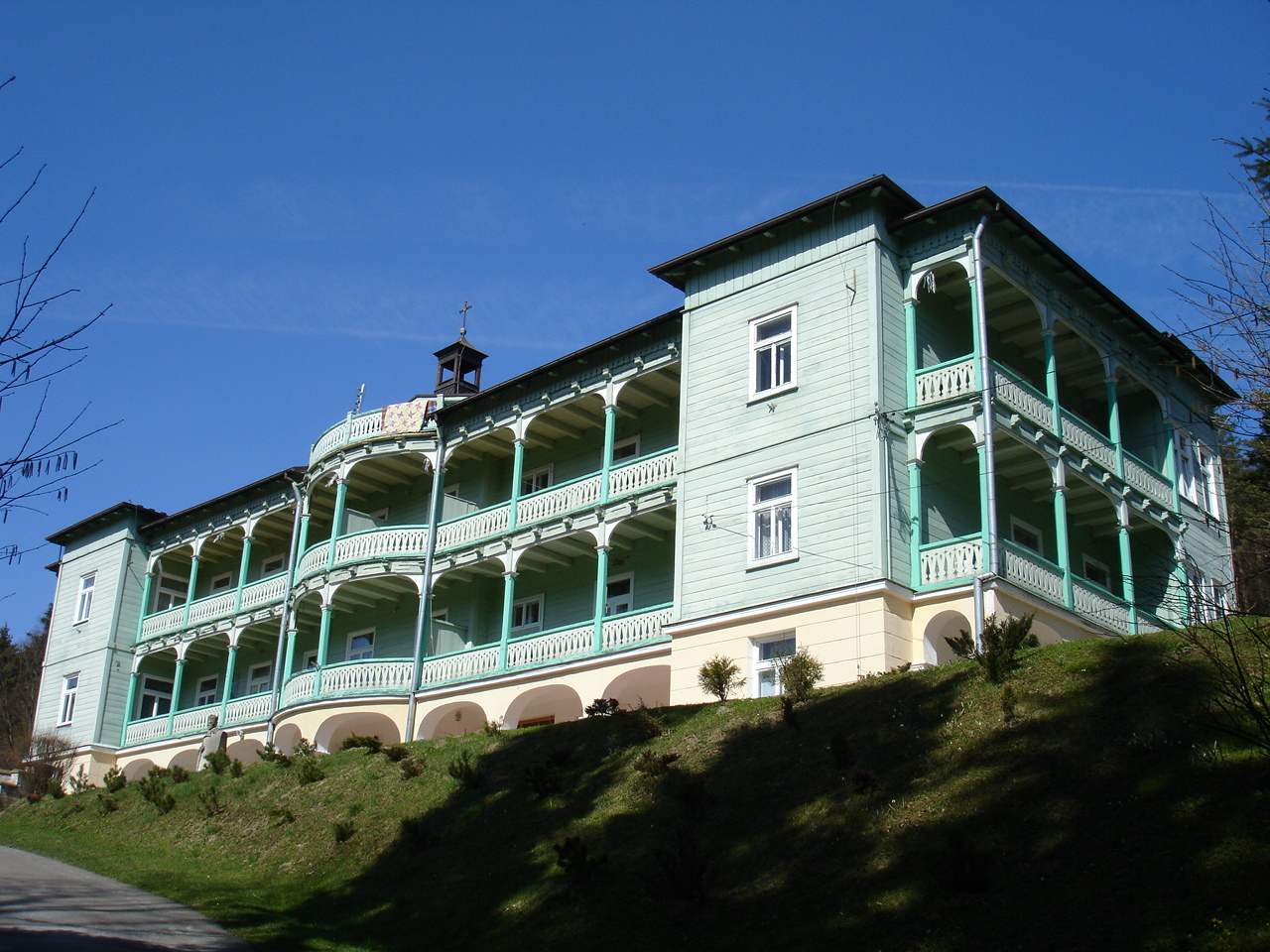

## Literatura
- Profe. Adam Fastnacht . Slownik Historyczno-Geograficzny Ziemi Sanockiej w Średniowieczu (Diccionario histórico-geográfico del distrito de Sanok en la Edad Media), Cracovia, 2002,ISBN 83-88385-14-3 .
- Profe. Jadwiga Warszyńska. Karpaty Polskie : przyroda, człowiek i jego działalność ; Uniwersytet Jagielloński. Cracovia, 1995ISBN 83-233-0852-7
- Profe. Jerzy Kondracki. Geografia fizyczna Polski Warszawa : Państ. Wydaw. Naukowe, 1988,ISBN 83-01-02323-6